# Georg Gottfried Müller (Komponist)
Georg Gottfried Müller (* 22. Mai 1762 in Großhennersdorf; † 19. März 1821 in Lititz, Pennsylvania) war ein amerikanischer Kirchenkomponist deutscher Herkunft.

## Leben und Werk
Georg Gottfried Müller war ein Sohn von Bischof Burchard Georg Müller (1719–1799). Er wanderte 1784 in die USA aus und lebte meist in Lititz. 1793 heiratete er Anna Johnna Levering. In Pennsylvania und Ohio wirkte er als Geistlicher der Herrnhuter Brüdergemeine. Er erlangte dort Bedeutung als Kirchenkomponist.